# 王司パーキングエリア
王司パーキングエリア（おうじパーキングエリア）は、山口県下関市の中国自動車道上にあるパーキングエリアである。上り線は下関市員光町（かずみつちょう）四丁目、下り線は下関市王司神田四丁目にある。

## 概要
中国自動車道のパーキングエリアで唯一ガソリンスタンドがある。また、山口県内の中国道のパーキングエリアで唯一売店を持ち、スナックコーナーで提供されている2019年度には年間7.5万食売れた肉うどんが名物となっている。
2010年7月23日には上り線施設を飲食コーナー・ショッピングコーナー共に2倍超に拡張しリニューアル、2022年7月22日には下り線施設が飲食コーナーを約1.5倍にショッピングコーナーを2.5倍に拡大しリニューアルオープンした。

## 道路
- E2A 中国自動車道

## 施設

### 上り線（山口・広島方面）
- 駐車場
  - 大型 15台
  - 小型 41台
- トイレ[3]
  - 男性 大6（和式1・洋式5）・小6
  - 女性 14（和式1・洋式13）
  - 車椅子用 1
- ガソリンスタンド（ENEOS （岸鉱油(株)）、7:00 - 23:00）
- スナックコーナー・フードコート（7:00 - 通常21:00）
- ショッピングコーナー・宅配サービス（7:00 - 通常21:00）
- 自動販売機
- 電気自動車急速充電設備[4]

### 下り線（北九州・福岡方面）
- 駐車場
  - 大型 15台
  - 小型 42台
- トイレ[5]
  - 男性 大6（和式1・洋式5）・小8
  - 女性 14（和式1・洋式13）
  - 車椅子用 1

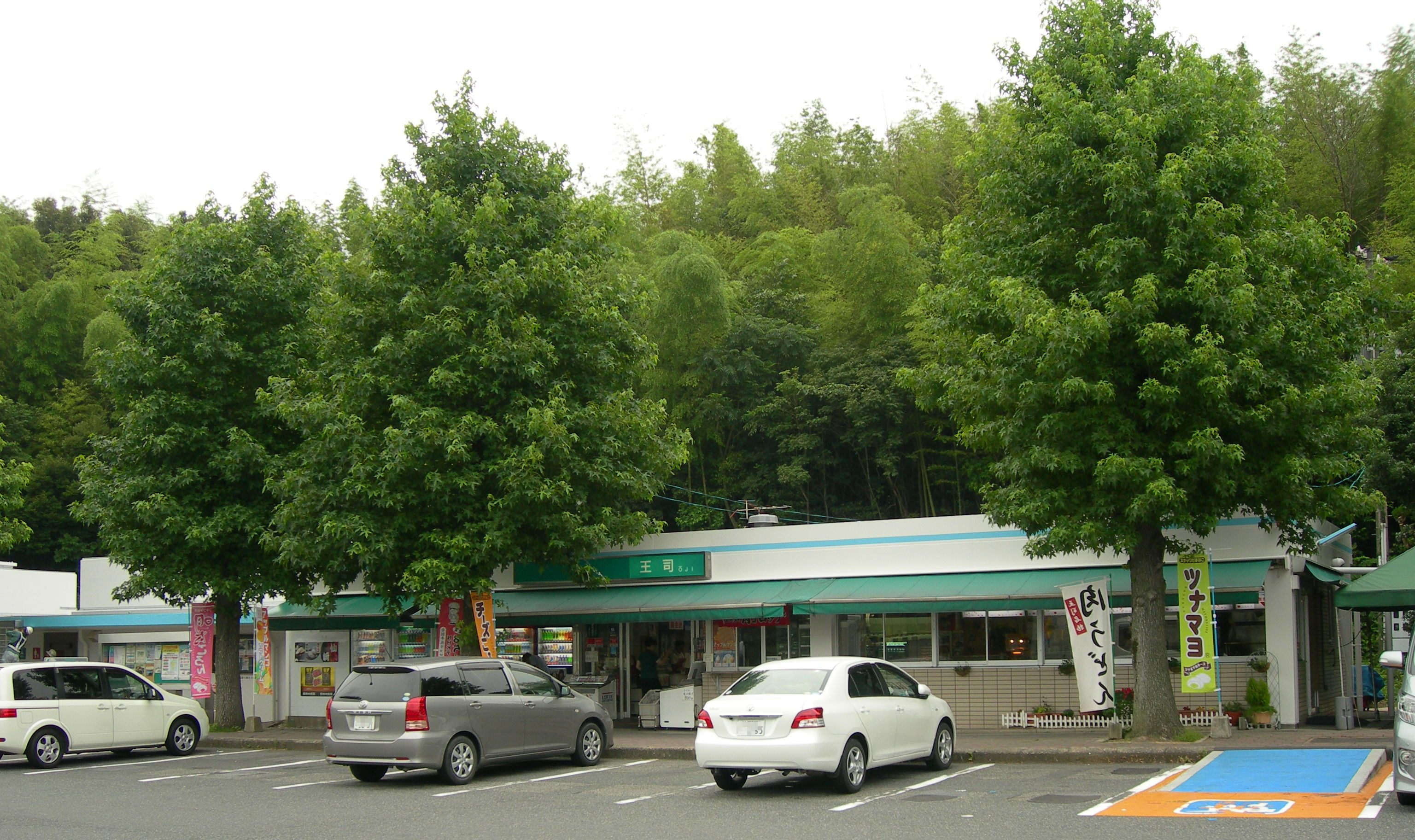
リニューアルオープン前の下り線施設

- ガソリンスタンド（ENEOS （西日本宇佐美）、7:00 - 22:00）[6]
  - 2010年3月31日までは（コスモ石油）ブランド（つばめ砿油による運営）で24時間営業を行っていた(その後はJOMO)。上り線に続いての営業時間短縮である。
- スナックコーナー・フードコート（7:00 - 20:00）
- ショッピングコーナー・宅配サービス（7:00 - 20:00）
- 自動販売機
- 電気自動車急速充電設備[7]

## 隣
E2A 中国自動車道
(36)小月IC - 王司PA - (37)下関IC

### 注記
1. ↑  かつてガソリンスタンドのあった帝釈峡PAはショッピング・スナックコーナーとともに閉鎖され、赤松PAは西宮名塩SA新設とともに移転した。